# Delpinoina
Delpinoina — рід грибів родини Ascodichaenaceae. Назва вперше опублікована 1891 року.

## Класифікація
До роду Delpinoina відносять 2 види:
- Delpinoina cinerascens
- Delpinoina lusitanica